# Ludvik Čepon
Ludvik Čepon, slovenski filozof, filolog, duhovnik in profesor, * 28. avgust 1908, Horjul, † 6. oktober 1985, Pensilvanija, ZDA. 
Najbolj je poznan po svojem raziskovanju verstev vzhodnega sveta in Azije ter po poglabljanju v vprašanja o stvarjenju sveta in človeka. V svojem življenju je veliko potoval in pri tem zapisoval svoje vtise o tujih kulturah, ljudeh in verah.

## Življenje

### Otroštvo in šolanje
Rodil se je očetu Antonu in materi Ivani, imel pa je tudi tri brate, Antona, Janeza in Franka. V Ljubljani zaključil klasično gimnazijo in bogoslovje,  posvečen je bil 8. 7. 1934. Nadaljeval je študij in 1940 doktoriral iz teologije z disertacijo Doktrine sv. Avguština o stvarjenju, v katerem je v ospredju krščanska filozofija. V letih 1941-1943 je študiral na papeškem Bibličnem inštitutu v Rimu in se poglabljal tudi v pet orientalskih biblijskih jezikov: v hebrejščino, aramejščino, sirščino, babilonščino in arabščino, zanimal pa se je tudi za moderne jezike, katerih je v svojem življenju govoril sedem.

### Odraslost
Od leta 1943 je opravljal službo študijskega prefekta v Škofijskem semenišču v Ljubljani. V letih 1943-1945 je bil na Teološki fakulteti v Ljubljani docent za arabsko in svetopisemsko arheologijo, po vojni pa asistent-profesor za Sv. pismo v semenišču v Briksnu (1946-1948). Na Teološki fakulteti je v študijskem letu 1942/43 poučeval orientalske jezike in biblične pomožne vede. Po odhodu v ZDA je bil docent za hebrejščino, nemščino in ruščino na St. Vincent Collegu, Latrobe v Pensilvaniji (1957-1964), od tedaj dalje pa je kot profesor prevzel še verstva Daljnega vzhoda. Tudi tam je nadaljeval s svetopisemskimi študijami, z razpravami o semitskih in modernih jezikih ter o svetovnih verah. Nekaj časa je bil tudi napovedovalec v slovenskem jeziku za Jugoslavijo pri Glasu Amerike v Washingtonu.
Ludvik Čepon je prav tako prisoten na fotografiji, ki se je ohranila iz leta 1944, ko je bil v častnem spremstvu na vojaškem pogrebu na ljubljanskih Žalah, kar kaže na njegov visok položaj pri okupacijskih silah.

## Filozofija
Ludvik se je v svojem življenju ukvarjal z verskimi vprašanji, predvsem ver vzhodnega sveta. Poleg vzhodnih ver se je poglobil tudi v filozofijo krščanske vere, na temeljih katere je nastalo tudi njegovo doktorsko delo. V ospredju le-tega je sv. Avguštin, največji latinski cerkveni oče, ki je bil med drugim tudi filozof. Poglobljeno se sprašuje o samem pojmu stvarjenja in vsemu, kar je, pripiše skupen izvor boga. Razglablja o nauku rationes seminales oz. teoriji o izvoru vsega živega. Prav tako se sprašuje o časnosti stvarjenja, zanima ga namreč, ali svet obstaja od nekdaj ali je nastal v nekem času. Prav tako trdi, da je stvarjenje kot božje dejanje nekaj popolnoma svobodnega, da boga noben dejavnik oz. vzrok ni prisilil v stvarjenje sveta. Ludvik je poleg tega raziskoval tudi prvo snov ali prasnov, kakor jo je poimenoval v svojem doktorskem delu. Gre za tisto prvo materijo, ki je kadar koli obstajala. Zanima ga tudi vprašanje istočasnosti stvarjenja - ali je bog svet ustvaril naenkrat ali postopoma. Šesterodnevje je seveda odgovor na to vprašanje, saj opisuje, kako je bog Zemljo ustvaril v šestih dneh. Prav tako je pomembna njegova filozofija o nastanku in razvoju živih bitij ter človeka. Pri tem upošteva znanstveno razlago evolucije, a pri stvarjenju človeka ostaja neopredeljen, saj sv. Avguštin verjame v razvoj iz Adama in Eve, a hkrati, da je bog tisti, ki vsakega človeka ustvari posebej. Čepon pogosto pri razlaganju filozofskih vprašanj upošteva načela antične filozofije.

## Delo
Čepon je začel pisati in objavljati že med drugo svetovno vojno v Ljubljani, kjer je izdal Posebnost sv. Pisatelja in Sv. Pisma (1943) in Eksegeza in literarne oblike (1944) idr. Poleg teh dveh je napisal še delo Trpin Job, ki je izšlo leta 1943. Že od nekdaj so ga zanimale azijske vere, zato se je vanje temeljito poglobil. Poleti 1962 se je odpravil na popotovanje okoli sveta, da bi preučil azijske kulture in vere. Zaradi pomanjkanja časa se je podrobneje osredotočil le na Japonsko, Tajsko in Indijo – od tod tudi naslov knjige. Načrt njegovega potovanja je pripravila ena izmed najstarejših ameriških potovalnih agencij na Daljni vzhod, Brownell Travel Agency. O tem je potem napisal knjigo Bežna srečanja z verami Indije, južnoameriških dežel in Japonske. Izšla je pri Duhovni knjigi v Trstu leta 1964.
V njej je predstavil tri velike vzhodne vere: hinduizem, budizem in šintoizem. Avtor vse vere ter kompleksnejša verska ter filozofska vprašanja razloži objektivno in nazorno. Pri vseh podrobno opiše razvoj določene vere skozi zgodovino do danes. Ob verah slika tudi človeka, pokrajino, socialne in kulturne razmere narodov, ki jih je obiskal, opisuje svetišča in vse, kar je povezano z vero in življenjem. Knjiga je predstavljala novost v slovenskem svetu.
Svoja spoznanja in izkušnje v Rusiji je predstavil v knjigi Vtisi in misli iz Rusije. Namenjena je predvsem ameriškim bralcem, saj je bila napisana za Cleveland, kjer je izhajala kot podlistek. 